# Arzneiverordnungen
Arzneiverordnungen ist der Titel eines Standardwerks der Arzneimittelkommission der deutschen Ärzteschaft (AkdÄ). 1925–1952 wurde es zunächst von der damaligen Gemeinsamen Arzneimittelkommission der Ärzte und Krankenkassen herausgegeben.
Die Arzneiverordnungen sind gegliedert in:
- Allgemeine Informationen
- Vorschriften und Ratschläge zur Verordnung
- 15 farblich abgesetzte Abschnitte: Infektionen, Schmerz, Rheumatische Erkrankungen, Nervensystem, Herz und Kreislauf, Blut, Malignome, Immunsystem, Atemwege und Lunge, Magen/Darm/Leber/Pankreas, Niere/Harnwege, Wasser-/Elektrolythaushalt, Stoffwechsel und Endokrinium, Hinweise zur Arzneitherapie in speziellen Fachgebieten, Arzneitherapie unter besonderen Bedingungen und Impfungen
- Liste wichtiger Wirkstoffe für die hausärztliche Praxis
- Pharmakologische Kurzcharakteristika

Das Buch enthält unabhängige Informationen für eine wirksame, sichere und wirtschaftliche Arzneitherapie in der hausärztlichen Praxis. Es bietet praxisnahe Ratschläge in fast allen hausärztlich wichtigen Indikationen. Die indikationsbezogenen Kapitel weisen einen einheitlichen Aufbau auf. Ein voranstehendes Fazit für die Praxis liefert für die hausärztliche Praxis wichtige Aspekte. Ausdrücklich von der AkdÄ empfohlene Substanzen werden klar gekennzeichnet und tabellarisch zu Beginn eines jeden Kapitels gelistet. Kürzlich auf den Markt gekommene Wirkstoffe sind speziell markiert und nach ihrem Innovationsgrad bewertet. Viele Kapitel enthalten konkrete Hinweise zur wirtschaftlichen Verordnung incl. relevanter Aussagen der Kassenärztlichen Bundesvereinigung, des Institutes für Qualität und Wirtschaftlichkeit im Gesundheitswesen und des Gemeinsamen Bundesausschusses.

## Ausgaben
- Arzneiverordnungen, Verlag , Neu-Isenburg, MMI – Medizinische Medien Informations GmbH 2016, ISBN 978-3-87360-018-8.
- Arzneiverordnungen. 22. Auflage, Medizinische Medien Informations GmbH 2009, 1484 Seiten, 25 Abb., 231 Tab., ISBN 978-3-87360-015-7